# 마르가리타 삭스코부르크고츠키
마르가리타 삭스코부르크고츠키(Margarita Gómez-Acebo y Cejuela, 1935년 1월 6일 ~ )는 불가리아의 차르 시메온 2세의 아내로, 차르 시메온 2세가 망명한 후 결혼했다. 따라서 그녀는 때때로 차리나 마르가리타라고도 불린다. 이러한 맥락에서 그녀는 작센코부르크와 고타의 왕자빈이자 작센의 공작부인으로 묘사될 수 있는데, 이는 남편이 이전 통치 가문 출신이었기 때문이다. 남편이 불가리아 총리로 재임하는 동안 그녀는 때때로 마르가리타 작센코부르크고타라고도 불렸다. 현재 불가리아 정부는 이전 불가리아 왕실의 망명 칭호를 인정하지 않는다.